# Cinderella (pel·lícula de 2015)
Cinderella és una pel·lícula de fantasia romàntica dirigida per Kenneth Branagh i escrita per Aline Brosh McKenna i Chris Weitz. Produïda per Walt Disney Pictures, la història està basada en el conte de La Ventafocs de Charles Perrault i la mateixa pel·lícula animada de Disney del 1950.
El paper principal de la princesa Ventafocs està interpretat per l'actriu anglesa Lily James que surt acompanyada per Cate Blanchett en el paper de la malvada madrastra de la Ventafocs, Lady Tremaine, i Helena Bonham Carter com la fada bona i padrina de la Ventafocs.

## Argument
La història de la Ventafocs segueix les aventures de la jove Ella després que es morís la seva bonica, dolça i bona mare, i el seu pare es quedés vidu, després, decidís tornar-se a casar per segonda vegada amb Lady Tremaine, una malvada i cruel viuda amb dues filles tan dolentes i cruels com ella, del seu primer i antic matrimoni anterior amb un altre home anomenat Lord Sir Francis Tremaine però, ara mort també, anomenades les seves dues filles Anastasia i Drizella. L'Ella acull a la seva madrastra i les seves dues germanastres, Anastasia i Drizella. Tanmateix, la segona i tràgica mort inesperada del seu pare la deixa sola en mans de la seva nova i cruel família, la seva malvada madrastra i les seves dues malvades germanastres, l'Anastasia i la Drizella, que es mostren totes tres cruels i geloses amb l'Ella, a qui posteriorment la seva malvada madrastra i les seves dues malvades germanastres, l'Anastasia i la Drizella, li posen el sobrenom de la Ventafocs.

## Repartiment
| Intèrpret            | Personatge                                                 |
| -------------------- | ---------------------------------------------------------- |
| Lily James           | La Ventafocs/Ella                                          |
| Richard Madden       | Kit, el Príncep Blau de la Ventafocs                       |
| Cate Blanchett       | Lady Tremaine, la malvada madrastra de la Ventafocs        |
| Helena Bonham Carter | La fada bona i padrina de la Ventafocs                     |
| Holliday Grainger    | Anastasia Tremaine, la primera germanastra de la Ventafocs |
| Sophie McShera       | Drizella Tremaine, la segona germanastra de la Ventafocs   |
| Stellan Skarsgård    | El gran duc                                                |
| Derek Jacobi         | El rei, el pare del Príncep Kit                            |
| Hayley Atwell        | La mare de la Ventafocs                                    |
| Ben Chaplin          | El pare de la Ventafocs                                    |